# Litsea chartacea
Litsea chartacea är en lagerväxtart som först beskrevs av Christian Gottfried Daniel Nees von Esenbeck, och fick sitt nu gällande namn av Joseph Dalton Hooker. Litsea chartacea ingår i släktet Litsea och familjen lagerväxter. Inga underarter finns listade i Catalogue of Life.